# Glencoe (Highland)
Glencoe o Glencoe Village (in gaelico scozzese A' Chàrnaich) è l'insediamento principale del Glen Coe nelle Highlands scozzesi. Si trova all'estremità nord-occidentale del glen, sulla sponda meridionale del fiume Coe, dove si immette nel Loch Leven.

## Storia

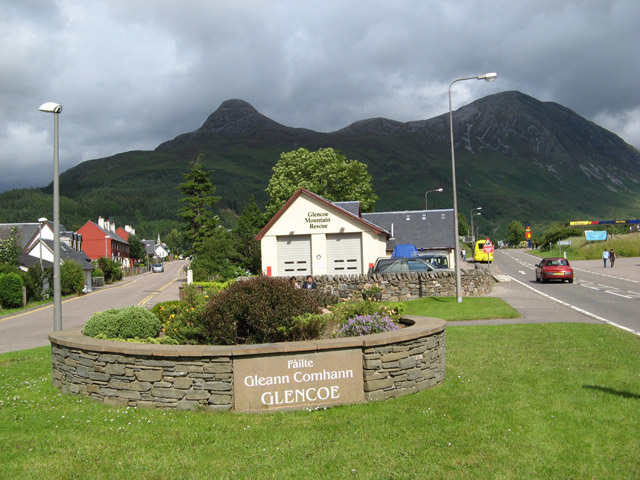
Glencoe da ovest

Il villaggio si trova nel luogo dove avvenne il massacro di Glencoe del 1692, in cui 38 membri del clan MacDonald di Glencoe furono uccisi dalle forze che agivano per conto del re Guglielmo III in seguito alla Gloriosa rivoluzione. Il glen viene talvolta chiamato poeticamente "La valle piangente", in riferimento a questo accaduto, sebbene il termine Glencoe fosse già in uso prima del massacro, con il nome gaelico di Gleann Comhann.
Il paesino occupa un'area del glen conosciuta come Carnoch. I parlanti di gaelico scozzese della zona si riferiscono al paese con il nome di A' Chàrnaich, che significa "il luogo dei tumuli". In passato c'era un piccolo ospedale all'estremità meridionale del paese, appena sopra un ponte ad arco in pietra. Poi è stato trasformato in una guest house di lusso e l'ospedale più vicino è ora il Belford a Fort William, a circa 26km.

## Cultura e comunità
All'interno di Carnoch c'è un piccolo negozio, una chiesa episcopale scozzese, il Glencoe Folk Museum, l'ufficio postale, il centro della squadra di soccorso alpino di Glencoe, un centro sportivo all'aperto, una serie di bed and breakfast e una piccola scuola elementare.
Nei dintorni ci sono diversi locali dove mangiare, tra cui il Glencoe Hotel, il Glencoe Cafe e il Clachaig Inn. Sempre nel paese, ma lungo la A82, si trova il Glencoe Visitor Centre, gestito dal National Trust for Scotland. Questo moderno centro visitatori (costruito nel 2002) ospita una caffetteria, un negozio e un centro informazioni. I siti commemorativi nelle vicinanze sono la croce celtica al Memoriale del massacro di Glencoe e la targa a Henderson Stone (Clach Eanruig).
Il villaggio è circondato da uno spettacolare scenario montano ed è popolare tra gli escursionisti esperti e gli scalatori su roccia e ghiaccio.  L'area è stata vista in numerosi film, tra cui Harry Potter e il prigioniero di Azkaban come luogo in cui si trova la capanna di Hagrid, e il film di James Bond del 2012, Skyfall .
Nel romanzo originale di Ian Fleming Al servizio segreto di Sua Maestà James Bond racconta a Sir Hilary Bray, un genealogista del Royal College of Arms, che suo padre era delle Highlands, vicino a Glencoe e in un altro romanzo di Fleming, Si vive solo due volte, nel necrologio per Bond, M dice che suo padre, Andrew Bond, era di Glencoe.